# Raquel Arbaje
Raquel Patricia Arbaje Soneh de Abinader (Santo Domingo, Distrito Nacional; 21 de septiembre de 1970) es una empresaria y escritora de literatura infantil dominicana. Se ha desempeñado como primera dama de la República Dominicana, desde agosto de 2020 como esposa del presidente, Luis Abinader.

## Primeros años
Arbaje es hija del empresario Elías Arbaje Farah y Margarita Soneh Curi, ambos de ascendencia libanesa. Su tío es Bartolo Soni quien fue boxeador profesional, hermano mayor de Margarita. Es la tercera de cuatro hermanos, entre ellos Ricardo (quien ya falleció), Eduardo y Mónica. Su padre, Elías Arbaje Farah, empresario fabricante de colchones, falleció el 16 de noviembre de 2009.

## Educación
Arbaje se graduó summa cum laude en administración de empresas de la Universidad Iberoamericana (UNIBE) en Santo Domingo.Habla inglés y francés con fluidez y tiene algunos conocimientos de italiano y portugués.
Arbaje es empresaria y autora de literatura infantil. También grabó una canción, "Mi cajita de valores", y las ganancias beneficiaron a la organización sin fines de lucro para niños Don Bosco.

## Vida personal
Se casó con el economista Luis Abinader en el año 1995. Juntos, la pareja tiene tres hijas: Graciela Lucía, Esther Patricia y Adriana Margarita Abinader Arbaje. Junto con Abinader, Arbaje compuso el himno del Partido Revolucionario Moderno, cofundado por su esposo en 2014.
En junio de 2020, tanto Arbaje como Abinader dieron positivo por COVID-19 durante la campaña electoral presidencial de 2020. Ambos se recuperaron del coronavirus.

## Primera dama
Raquel Arbaje se convirtió en Primera dama de la República Dominicana el 16 de agosto de 2020. A diferencia de sus predecesores inmediatos, el presidente Abinader y la primera dama Arbaje anunciaron que el gobierno eliminaría los fondos para la Oficina de la primera dama durante su mandato presidencial. En cambio, Arbaje había propuesto una oficina mucho más pequeña para manejar la agenda y el papel de la primera dama durante las campañas de 2016 y 2020.